# Veratrum schindleri
Veratrum schindleri là một loài thực vật có hoa trong họ Melanthiaceae. Loài này được O.Loes. miêu tả khoa học đầu tiên năm 1926.